# Pierre de Bar
Pierre de Bar (Bar-sur-Aube, XII secolo – Perugia, 19 giugno 1252) è stato un cardinale francese.

## Biografia
Nacque a Bar-sur-Aube nel XII secolo.
Papa Innocenzo IV lo elevò al rango di cardinale nel concistoro del 28 maggio 1244.
Morì il 19 giugno 1252.